# Regina dell'urlo

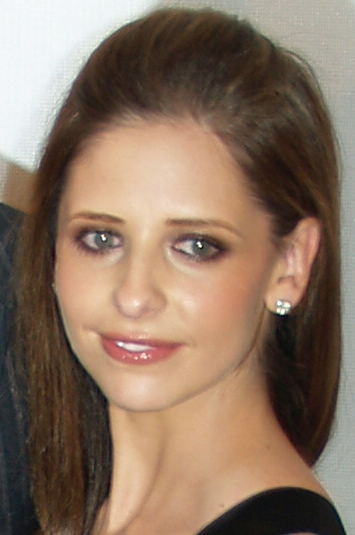
Sarah Michelle Gellar è una delle "regine dell'urlo"

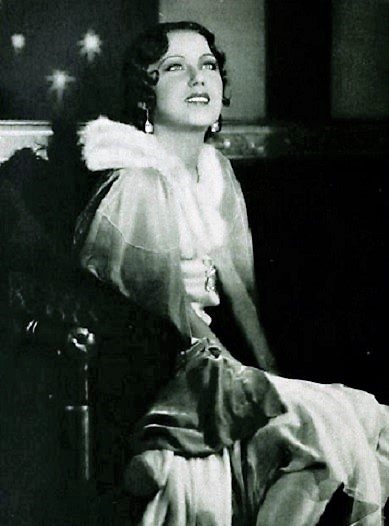
Fay Wray, una delle prime attrici a ricevere questo titolo

Regina dell'urlo (dall'inglese scream queen) è il termine con cui si identifica un'attrice che lavora in film horror, le cui apparizioni e capacità di recitazione nel genere le conferiscono fama e il cui personaggio svolge un ruolo fondamentale nel film.

## Definizione
Generalmente, con regina dell'urlo si intende un'attrice che diventa particolarmente nota dopo aver interpretato il ruolo di "damigella in pericolo" in un film horror, o meglio ciò che meglio si avvicina a questa figura classica nella tipica narrazione da film dell'orrore. Il regista e produttore cinematografico Lloyd Kaufman ha tuttavia affermato: "una regina dell'urlo è qualcosa che va al di là di un'attrice che piange e viene ricoperta di ketchup: bisogna risultare attraenti ed estremamente intelligenti al tempo stesso per diventarlo, saper apparire spaventate, tristi e romantiche davanti alla telecamera".
L'attrice Debbie Rochon, che definisce se stessa come una "regina dell'urlo", afferma: "una vera regina dell'urlo non deve apparire come una donna perfetta. Una regina dell'urlo è sexy, seducente ma soprattutto facile da conquistare per il ragazzo medio. O almeno è questo ciò che sembra: mentre le prime regine dell'urlo erano semplicemente delle ragazze che dovevano apparire belle e spaventate finché non venivano salvate dall'eroe di turno, le regine dell'urlo attuali sono donne che hanno qualcosa in più di un ragazzo di cui preoccuparsi... a meno che lui non stia tentando di ucciderle".

## Esempi di attrici fregiatesi del titolo

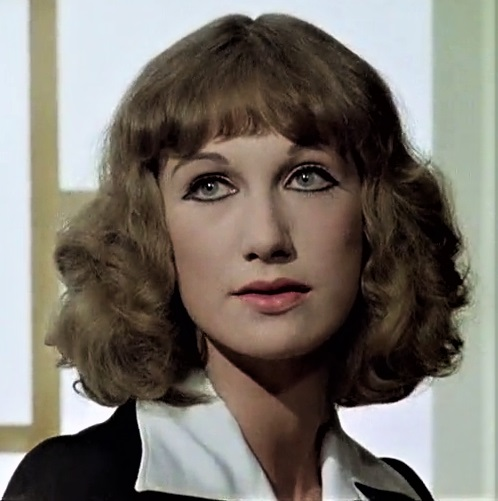
Daria Nicolodi è stata una delle prime attrici italiane ad essersi fregiata del titolo

La prima persona a cui venne dato questo titolo è Fay Wray , presto seguita per fama e livello di recitazione nell'interpretazione dell'urlo da Jamie Lee Curtis nella saga slasher Halloween (anni 1978-2018) . Degli anni '60-'70 ricordiamo Barbara Steele che inizia la carriera horror con La maschera del demonio di Mario Bava. 
Negli anni '80 Barbara Crampton inizia la sua carriera di urlatrice in Re-Animator. Negli anni novanta entra a far parte della definizione l'attrice Neve Campbell (Scream) negli anni 2000 sono state identificate come promettenti o comunque già ad un buon livello di regina dell'urlo le attrici: Mary Elizabeth Winstead , Scout Taylor-Compton  Shawnee Smith (saga di Saw), Sarah Michelle Gellar (Buffy L'ammazzavampiri, The Grudge) e Jennifer Love Hewitt (So cosa hai fatto, Ghost Whisperer). Negli anni 2010, altre attrici sono state identificate come detentrici dl titolo, tra cui Emma Roberts, Vera Farmiga e Maika Monroe.
In Italia, il titolo di scream queen è stato dato ad Asia Argento, figlia del regista Dario Argento, che oltre ad aver recitato in molti film del padre annovera molte apparizioni in film horror dei maestri del brivido internazionali. Prima di lei il titolo fu dato anche a sua madre Daria Nicolodi, protagonista di vari film dell'allora compagno Dario Argento già a partire dagli anni '70.